# .270英寸彈
.270英寸彈（或.270 恩菲尔德）是一种試验性的中间型威力枪弹，由英国在開發.280英寸弹的同时开发，作为英制.303彈的潜在繼任。該子彈為無底缘設計，底部直径为类似与7.62×39 毫米的11.3 毫米，弹壳长度为46 毫米。 彈頭采用标准.270/.277英寸（7.0）口径，重量为 100格令（6.5克），枪口初速为840 m/s（2,800 ft/s），性能与后来的6.8毫米雷明顿SPC相似。它的遠程性能并不好，但其细长的弹壳有潛力以较高速度发射更重的彈頭。該子彈爲了短射程的性能，犧牲了部分遠程能力以獲取低後坐力，從而保障了連發精度。而 .280英寸彈則更注重长距离性能，以尽量满足美国的對NATO標準彈的要求。
该子弹最終未被采用，英国最初专注于.270英寸彈的研发，但最终选择了北约标准的7.62×51mm子弹。